# Giedraitiškių pelkė
Giedraitiškių pelkė este o arie protejată (sit de importanță comunitară — SCI) din Lituania întinsă pe o suprafață de 73 ha, integral pe uscat.

## Localizare
Centrul sitului Giedraitiškių pelkė este situat la coordonatele 54°51′50″N 25°10′56″E / 54.8639°N 25.1822°E.

## Înființare
Situl Giedraitiškių pelkė a fost declarat sit de importanță comunitară în mai 2005 pentru a proteja un număr necunoscut de specii din flora spontană și fauna sălbatică aflate în arealul zonei.

## Biodiversitate
Situată în ecoregiunea boreală, aria protejată conține 1 habitat natural: Mlaștini împădurite.
La baza desemnării sitului se află un număr nedeclarat de specii protejate.